# THE BOOM (アルバム)
『THE BOOM』（ザ・ブーム）は、日本の音楽グループであるTHE BOOMが1992年9月21日に発売されたベスト・アルバム。

## 概要
THE BOOM初のベスト・アルバム。
1989年のデビューから1992年までに発表されたシングル・アルバムから抜粋、リミックスしたアルバム。
発売当初はそれほど注目されなかったものの、翌年の「島唄（オリジナル・ヴァージョン）」の全国的な大ヒット中に、再びヒットチャートに登場、12位まで上昇している。

## 収録曲
| 全作詞・作曲: 宮沢和史、全編曲: THE BOOM。 |                    |          |            |      |
| #                                          | タイトル           | 作詞     | 作曲・編曲 | 時間 |
| 1.                                         | 「気球に乗って」   | 宮沢和史 | 宮沢和史   | 3:01 |
| 2.                                         | 「子供らに花束を」 | 宮沢和史 | 宮沢和史   | 4:56 |
| 3.                                         | 「そばにいたい」   | 宮沢和史 | 宮沢和史   | 6:43 |
| 4.                                         | 「星のラブレター」 | 宮沢和史 | 宮沢和史   | 4:07 |
| 5.                                         | 「なし」           | 宮沢和史 | 宮沢和史   | 3:55 |
| 6.                                         | 「釣りに行こう」   | 宮沢和史 | 宮沢和史   | 4:29 |
| 7.                                         | 「きっと愛してる」 | 宮沢和史 | 宮沢和史   | 3:24 |
| 8.                                         | 「おりこうさん」   | 宮沢和史 | 宮沢和史   | 3:21 |
| 9.                                         | 「中央線」         | 宮沢和史 | 宮沢和史   | 4:52 |
| 10.                                        | 「ひのもとのうた」 | 宮沢和史 | 宮沢和史   | 4:21 |
| 11.                                        | 「川の流れは」     | 宮沢和史 | 宮沢和史   | 4:55 |
| 12.                                        | 「からたち野道」   | 宮沢和史 | 宮沢和史   | 4:44 |
| 13.                                        | 「100万つぶの涙」  | 宮沢和史 | 宮沢和史   | 3:20 |
| 14.                                        | 「島唄」           | 宮沢和史 | 宮沢和史   | 5:03 |
| 合計時間:                                  | 合計時間:          | 61:11    |            |      |

## 演奏
- 宮沢和史：Vocal, Harp, 三線, Keyboards
- 小林孝至：Guitar, Mandolin, Banjo, Chorus
- 山川浩正：Bass, Chorus
- 栃木孝夫：Drums, Percussion
- 矢野顕子：Vocal, Piano, Keyboards (#6)
- 上幸一郎：Sax (#3.10)
- 橋本良彦：Trombone (#3.10)
- 多田暁：Trumpet (#3.10)
- 朝本浩文：Keyboards (#10.14)
- 本田雅人：Sax, Trumpet (#11)
- 村田陽一：Trombone (#11)
- 林政宏：Piano (#12)
- 立花まゆみ：Cello (#9)
- 木戸紀代：Viola (#9)
- 広瀬裕美子、福森隆：Violin (#9)
- 北城宏：Manipulate (#2.3)
- 杉山武陽、桑原保：Manipulate (#12)